# Mezzaluna Rossa saudita

il simbolo della Mezzaluna Rossa

La "Mezzaluna Rossa saudita" è la società nazionale di Croce Rossa e Mezzaluna Rossa dell'Arabia Saudita, stato della Penisola Araba.

## Denominazione ufficiale
- هيئة الهلال الأحمر السعودي in lingua araba, idioma ufficiale del paese;
- Saudi Red Crescent Authority ("Autorità saudita della Mezzaluna Rossa") in lingua inglese, denominazione utilizzata internazionalmente.